# Blue Skies, Broken Hearts...Next 12 Exits
Blue Skies, Broken Hearts... Next 12 Exits è il secondo album in studio della band pop punk The Ataris, pubblicato nel 1999 dalla Kung Fu Records.

## Tracce
1. Losing Streak
2. 1*15*96
3. San Dimas High School Football Rules
4. Your Boyfriend Sucks
5. I Won't Spend Another Night Alone
6. Broken Promise Ring
7. Angry Nerd Rock
8. The Last Song I Will Ever Write About a Girl
9. Choices
10. Better Way
11. My Hotel Year
12. Life Makes No Sense
13. Answer:
14. In Spite of the World

## Formazione
- Kris Roe - voce, chitarra
- Patrick Riley - chitarra
- Mike Davenport - basso
- Chris "Kid" Knapp - batteria